# Tatišnjak
Koordinati:   44°06′26″N, 14°57′24″E
Tatišnjak je majhen nenaseljen otoček v Jadranskem morju. Pripada Hrvaški.
Tatišnjak leži vzhodno od Dugega otoka pred vhodom v zaliva Totka in Bukašin. Površina otočka meri 0,01 km². Dolžina obalnega pasu je 0,38 km.
Najvišja točka  na otočku je visoka 8 mnm.